# Wilfrid Fox Napier
Wilfrid Fox Napier O.F.M. (Swartberg, 8 maart 1941) is een Zuid-Afrikaans geestelijke en kardinaal van de Rooms-Katholieke Kerk.

## Biografie
Napier werd geboren op 8 maart 1941 in Swartberge, Zuid-Afrika. Hij studeerde aan de Nationale Universiteit van Ierland, Galway en behaalde in 1964 een graad in Latijn en Engels. Daarna behaalde hij een Master of Arts in filosofie en theologie aan de Katholieke Universiteit Leuven in België.
Napier trad in bij de orde der Franciscanen, waar hij op 25 juli 1970 priester werd gewijd.  In 1978 werd hij benoemd tot apostolisch bestuurder van Kokstad. Op 29 november 1980 werd hij benoemd tot bisschop van Kokstad; zijn bisschopswijding vond plaats op 28 februari 1981.
Op 29 maart 1992 werd Napier benoemd tot aartsbisschop van Durban; hij was de opvolger van Denis Hurley die met emeritaat was gegaan. Zijn motto is pax et bonum (vrede en goodwill).
In de beginjaren '90 was Napier samen met andere kerkleiders betrokken bij bemiddeling tijdens de problemen die leidden tot de Zuid-Afrikaanse verkiezingen van 1994. Hij was in september 1991 aanwezig toen een vredesakkoord werd gesloten. Hij was voorzitter van de Southern African Catholic Bishops' Conference in 1987-94 en in 1999.
In 1995 ontving Napier de eregraad van doctor in de Rechten aan de Universiteit van Ierland, zijn alma mater.
Napier werd tijdens het consistorie van 21 februari 2001 kardinaal gecreëerd. Hij kreeg de rang van kardinaal-priester. Zijn titelkerk werd de San Francesco d'Assisi ad Acilia. Hij nam deel aan de conclaven van 2005 en 2013.
Napier is lid van de bisschoppelijke raad van het International Commission on English in the Liturgy (ICEL). In 2012 werd hij benoemd tot lid van de Pauselijke Raad voor het Pastoraat in de Gezondheidszorg.
Op 8 maart 2021 verloor Napier - in verband met het bereiken van de 80-jarige leeftijd - het recht om deel te nemen aan een toekomstig conclaaf.
Napier ging op 9 juni 2021 met emeritaat.

## Standpunten

### AIDS
In januari 2005 verklaarde Napier, in uitspraken overeenkomend met die van paus Benedictus XVI, dat overheidsprogramma's om condooms beschikbaar te stellen, niet effectief zouden zijn om de verspreiding van HIV tegen te gaan. In plaats daarvan stelde hij programma's voor die zijn gebaseerd op seksuele onthouding.

### Visie van het Vaticaan op Afrika
In oktober 2003 zei Napier dat het Vaticaan tot zekere hoogte "voldoende gevoel richting de Afrikaanse kerken ontbreekt." Hij zei dat de reizen van paus Johannes Paulus II kunnen hebben geholpen, want telkens als hij komt, zijn Vaticaanse officials gedwongen iets over Afrika te leren.

### Klimaatverandering
In december 2011 bekritiseerde Napier de wereldleiders over hun falen om zich aan klimaatafspraken te houden. Hij zei: "We drukken ons ongenoegen uit over het plaatselijk en internationaal politiek leiderschap. Zij faalden om beslissende stappen te nemen om de noodzakelijke veranderingen aan te brengen voor het overleven van de mensheid en het leven op aarde. Wij als religieuze gemeenschap verlangen dat onze politiek leiders de gemaakte afspraken hoog hebben."
- Gemeinsame Normdatei: 1048249093
- International Standard Name Identifier: 0000 0004 2844 3057
- Library of Congress Control Number: no2014117547
- Nationale Bibliotheek van Polen: a0000002667209
- Virtual International Authority File: 307167135
- WorldCat: E39PBJbGYy4tYxmmh6kHBFRqcP